# Логинов, Дмитрий Алексеевич
Дмитрий Алексеевич Логинов (род. 2 февраля 2000 года, Дивногорск, Россия) — российский сноубордист, выступающий в параллельных дисциплинах; трёхкратный чемпион мира (2019 и 2021), бронзовый призёр чемпионата мира (2021), восьмикратный чемпион мира среди юниоров (2016, 2018—2020), участник Олимпийских игр 2018 и 2022 годов. Заслуженный мастер спорта России.

## Спортивная карьера
Дмитрий Логинов дебютировал на международной арене 15 октября 2015 года на этапе Кубка Европы в голландском Ландграфе, заняв 33-е место в параллельном слаломе. В своём дебютном сезоне Кубка Европы Дмитрий стал 2-м на этапе в Стара-Планина и занял итоговое 14-е место.
На этапах Кубка мира Дмитрий Логинов дебютировал 15 декабря 2016 года в Карецца, Италия, заняв 49-е место в параллельном гигантском слаломе. 12 января 2018 года в австрийском Бадгастайне Дмитрий одержал свою первую победу на этапах Кубка мира.
На чемпионате мира среди юниоров 2016 в Рогле Дмитрий Логинов стал чемпионом в параллельном слаломе. Через год в Клиновце Логинов стал двукратным серебряным призёром в параллельном слаломе и параллельном гигантском слаломе.
На зимних Олимпийских играх 2018 года в Пхёнчхане Логинов, выигравший 12 января 2018 года этап Кубка мира в Австрии, рассматривался как один из претендентов на награды в параллельном гигантском слаломе. В квалификации Дмитрий серьёзно ошибся на голубой трассе, показав худший результат из 32 сноубордистов, отстав от 31-го места на 2,5 сек. На красной трассе Логинов выступил гораздо успешнее (9-е время), но ошибка на голубой трассе не позволила россиянину подняться с последнего 32-го места.
В 2019 году на чемпионате мира по фристайлу и сноуборду в американском Парк-Сити стал самым молодым чемпионом мира в истории дисциплины, выиграв золотую медаль в параллельном гигантском слаломе. На следующий день Дмитрий стал двукратным чемпионом мира, одержав первую в истории России победу в параллельном слаломе на первенствах планеты.
На чемпионате мира 2021 года Дмитрий защитил титул чемпиона мира в параллельном гигантском слаломе, а в параллельном слаломе россиянин выиграл бронзовую награду.
На Олимпийских играх 2022 года рассматривался как один из фаворитов в параллельном гигантском слаломе. В квалификации занял восьмое место, в 1/8 финала встретился с двукратным олимпийским чемпионом 2014 года Виком Уайлдом, которому уступил. Уайлд затем завоевал бронзу.

## Спортивные достижения
- трёхкратный чемпион мира (2019, 2021);
- бронзовый призёр чемпионата мира (2021);
- восьмикратный чемпион мира среди юниоров (2016, 2018, 2019, 2020);
- двукратный серебряный призёр чемпионата мира среди юниоров (2017);
- победитель и призёр этапов Кубка мира;
- призёр этапа Кубка Европы;
- чемпион России (2017).
- победитель XIII Европейского юношеского Олимпийского зимнего фестиваля (ЕЮОФ) 2017 года[6]

## Призовые места на этапах Кубка мира (11)
| №  | Сезон   | Дата        | Место проведения  | Дисциплина                     | Место |
| -- | ------- | ----------- | ----------------- | ------------------------------ | ----- |
| 1  | 2017/18 | 16 дек 2017 | Кортина-д’Ампеццо | Параллельный слалом            | 3     |
| 2  | 2017/18 | 12 янв 2018 | Бадгастайн        | Параллельный слалом            | 1     |
| 3  | 2018/19 | 24 фев 2019 | Сикрет-Гарден     | Параллельный слалом            | 2     |
| 4  | 2018/19 | 9 мар 2019  | Скуоль            | Параллельный гигантский слалом | 2     |
| 5  | 2019/20 | 22 фев 2020 | Пхёнчхан          | Параллельный гигантский слалом | 2     |
| 6  | 2019/20 | 1 мар 2020  | Блю-Маунтин       | Параллельный гигантский слалом | 1     |
| 7  | 2020/21 | 12 янв 2021 | Бадгастайн        | Параллельный слалом            | 2     |
| 8  | 2020/21 | 6 фев 2021  | Банное            | Параллельный гигантский слалом | 1     |
| 9  | 2020/21 | 7 фев 2021  | Банное            | Параллельный слалом            | 1     |
| 10 | 2021/22 | 16 дек 2021 | Карецца           | Параллельный гигантский слалом | 2     |
| 11 | 2021/22 | 8 янв 2022  | Скуоль            | Параллельный гигантский слалом | 1     |